# Pietro Sabatini
Pietro Sabatini (San Miniato, 31 gennaio 1947 – Novi Ligure, 11 marzo 2024) è stato un calciatore italiano, di ruolo difensore o centrocampista.

## Caratteristiche tecniche
Giocò sia come terzino sinistro che come centrocampista difensivo.

## Carriera

### Club
Proveniente dalla formazione della propria città, il San Miniato, esordì nella prima squadra della Sampdoria nella stagione 1965-1966, anno della prima retrocessione dei genovesi in Serie B, disputando 5 incontri. Dopo altre due stagioni alternandosi fra campo e panchina, s'impose definitivamente come terzino sinistro titolare a partire dalla stagione 1968-1969, componendo a lungo col quasi omonimo Giuseppe Sabadini la coppia degli esterni difensivi blucerchiati.
Dopo quattro anni da titolare fisso, a partire dalla stagione 1972-1973 perse progressivamente il posto a vantaggio del più giovane Marco Rossinelli. Rimase alla Sampdoria fino al 1974, passando quindi al Brescia, dove disputò due stagioni in Serie B schierato prevalentemente da centrocampista.
Scese quindi di categoria per chiudere la carriera in Serie C con le maglie di Benevento e Prato.
In carriera totalizzò complessivamente 158 presenze e 6 reti in Serie A e 61 presenze e 5 reti in Serie B.

### Nazionale
Nel 1969 disputò un incontro con la Nazionale Under-23 contro i pari età della Spagna.

## Dopo il ritiro
Cessata l'attività agonistica, ricoprì il ruolo di allenatore nelle giovanili della Sampdoria. Negli anni seguenti gestì a lungo una nota trattoria a Creto, sul crinale appenninico alle spalle di Genova.

## Palmarès

### Club

#### Competizioni nazionali
- Serie B: 1

Sampdoria: 1966-1967